# 孔伷
孔 伷（こう ちゅう、? - 190年?）は、中国後漢末期の人物。また、孔 冑ともつくる。字は公緒。兗州陳留郡の出身。

## 人物

### 生涯
符融により郡の上計吏として推薦された。
何進と十常侍の争いの間隙を縫って、政権を掌握した董卓の名士優遇政策の一環として登用された。豫州刺史に任じられたものの、董卓に忠実であったわけではなく、後に董卓と折り合いが悪くなり逃亡した許靖を保護している。劉岱や橋瑁ら諸侯と共に董卓討伐のため挙兵した。この時、臧洪に豫州から連れてきた兵を預けていたとされる。袁紹・袁術・曹操らがこれに同調し大勢力となった。
関東の諸侯が挙兵した際、議郎の鄭泰が董卓の求めに応じ伝えた評によると、孔伷は清談が得意で「孔伷が語りかければ枯れた木も花を咲かす」とまでいわれたものの、軍事が不得手であったという。ただし、鄭泰は後に董卓の暗殺を企んだ人物であり、董卓を油断させるため、敵対者の一人である孔伷を意図的に過小評価をした可能性もある。
孔伷に関するその後の記録は途切れる一方で、豫州刺史の人事を巡って袁紹と袁術が対立を始め、許靖も江南に去っていることから、これ以前に孔伷は死去したと推測されている。豫州刺史は袁紹側の周昂（zh:周昂）または周喁（zh:周喁）と、袁術側の孫堅がそれぞれ任命され争い、孫堅が勝利した。この争いにおいて公孫瓚の従弟公孫越が戦死し、袁紹と公孫瓚の対立の一因となった。

### 物語中の孔伷
小説『三国志演義』では、董卓討伐軍の第三軍として洛陽を攻めている。『演義』でも孔伷の最後は描かれていない。